# ديبورا بلوم
ديبورا بلوم (بالإنجليزية: Deborah Blum) (و. 1954 – م) هي مدونة، وصحفية، من الولايات المتحدة الأمريكية، ولدت في أوربانا.

## التعليم
تعلمت في جامعة ويسكونسن-ماديسون، وجامعة جورجيا.

## الحياة الشخصية
بلوم هي الابنة الكبرى بين أربع بنات ولدن لعالم الحشرات موراي إس بلوم ونانسي آن بلوم، وهي معلمة وكاتبة.
بلوم وزوجها لديهما ولدان.

## وصلات خارجية
- ديبورا بلوم على موقع IMDb (الإنجليزية)
- ديبورا بلوم على موقع قاعدة بيانات الفيلم (الإنجليزية)